# هرمسدورف (زاکسونی)-آنهالت
هرمسدورف (زاکسونی)-آنهالت (به آلمانی: Hermsdorf) یک منطقهٔ مسکونی در آلمان است که در Hohe Börde واقع شده‌است. هرمسدورف ۱٬۶۰۱ نفر جمعیت دارد.